# Karl Friedrich Zimdar
Karl Friedrich Zimdar (* 1753 in Berlin; † November 1792 in Schleswig) war ein deutscher Schauspieler, Sänger und Dramaturg.

## Leben

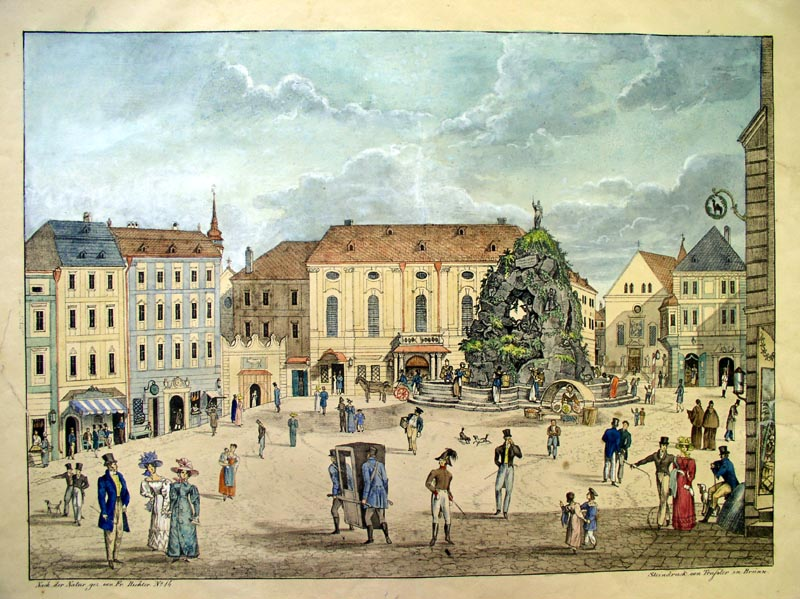
Reduta, Theater in Brünn, 1827, Gemälde von (F. Richter)

Ständetheater Prag, erbaut 1781, eröffnet 1783

Zimdar debütierte 1775 in einem „agierenden Unternehmen“ in Amberg, 1777 in Hamburg bei Friedrich Ludwig Schröder, der ihn freundschaftlich förderte. Im Frühjahr 1778 gastierte am Hamburger Theater Georg Anton Benda mit Tochter Justina Benda, mit welcher Zimdar sich 1779 verheiratete. Nach Schröders Rücktritt von der Theaterdirektion ging das Ehepaar 1780 an das Hoftheater Schwedt, wo auch ihre dreijährige Tochter Caroline Zimdar mit auftrat. 1782 folgten Brünn (Direktion Romanus Waitzhofer), 1783  Mainz und Göttingen (Großmannsche Gesellschaft), 1784 das neue Ständetheater Prag (Zweite Bondinische Gesellschaft), 1786 Dresden (Erste Boninische Gesellschaft), 1787/88 Breslau (Wäsersche Gesellschaft), 1789 Hoftheater Schleswig (Direktor Abel Seyler), wo Zimdar 1792 aus dem Leben schied.
Seine Witwe ging 1794 mit der Tochter wieder zur Wäserschen Gesellschaft nach Breslau, wo beide heirateten: Justina Zimdar 1797 den Schauspieler Adolph Noel Blanchard (1765–1832), Caroline Zimdar 1800 den verwitweten Schauspieler, Regisseur und Dramaturg Maximilian Scholz (1744–1834).

## Werke
Lustspiele
- Die Braut
- Pique-Bube
- Der Entschluss
- Was sich neckt, das liebt sich
- Die glücklichen Bettler oder Wer nicht schwimmen kann, geht unter (nach Gozzi)
- Man hat der Beispiele mehr

Trauerspiele
- Die Mutter
- Freundschaft, Liebe und Eifersucht nach Sigbert und Elwine (Drama eines geheimnisvollen „jungen Genies“[6])

Opernlibretto
- Die Landplagen (nach Gozzi)

„komisches“ Singspiel
- Die sichtbare Mondfinsternis, Musik von Christian Gottfried Weber

## Bühnenrollen (Auswahl)
- Belmont in Julie und Belmont von Sturz
- Dornal in Der Kaufmann von Smyrna, Operette von Schwan (Text) / Stegemann (Musik)
- Bassanio in Der Kaufmann von Venedig von Shakespeare
- Romeo in Romeo und Julie von Weiße
- Julius in Julius von Tarent von Leisewitz
- Hamlet in Hamlet von Shakespeare
- Graf in Emilia Galotti von Lessing
- Narr in König Lear von Shakespeare
- Romeo in Romeo und Julie, Oper von Georg Anton Benda, Libretto von Gotter nach Shakespeare
- Waller in Marianne von Gotter
- Bräutigam in Das Mädchen im Eichthal, Singspiel von (Johann Christian) Bock-Lampe
- Graf Hochberg in Die neue Emma von Johann Christoph Unzer in Allgemeine Deutsche Biographie
- Seywards Sohn in Macbeth von Shakespeare
- Don Antonio in Die Freunde oder die Wette zu Malta von Ziegler
- Lindor in Die verstorbene Ehefrau von Bretzner
- Fähnrich in Der Edelknabe von Engel
- Sohn des Zeremonienmeisters in Das öffentliche Geheimnis von Gozzi-Gotter
- St. Albin in Der Hausvater nach Diderot von Lessing
- Karl in Der Schmuck von Sprickmann
- Fähndrich Saalstein in Juliane von Lindorak von Schröder und Gotter nach Doride von Gozzi
- Abraham in Abraham auf Moria, Oratorium von Rolle
- Carl in Die Lästerschule von Sheridan – Johann Daniel Siegfried Leonhardi
- Westindier und Belcour in Der Westindier nach Cumberland von Bode
- junger Graf in Glück bessert Thorheit nach Lee von Schröder
- der junge Lernach in Die Bettler von  (Johann Christian) Bock nach Goldoni
- Licentiat Frank in Der argwöhnische Ehemann nach Benjamin Hoadly von Goldini